# Into the Deep (2025年の映画)
「イントゥ・ザ・ディープ」は、アメリカの未来のアクション・サスペンス映画で、チャッド・ローとジョシュ・リッジウェイが脚本を担当し、クリスチャン・セスマが監督を務めています。この長編映画には、リチャード・ドレイファス、スカウト・テイラー＝コンプトン、ジョン・セダ、そしてスチュアート・タウエンドが出演しています。

## キャスト
- リチャード・ドレイファス – シーマス スカウト・テイラー＝コンプトン  スチュアート・タウエンド  ジョン・セダ  アナマリア・デマラ  ロン・スムーレンブルグ  ロレナ・サリア  キャラム・マクゴワン  マーヴェリック・カン・ジュニア  トム・オコネル  トファン・ピラニ  クイン・P・ヘンズリー

## 公開
この映画は2025年1月24日に公開。選ばれた映画館で上映されるほか、デジタルプラットフォームおよびビデオ・オン・デマンド（VOD）でも同時に配信される。

## 受け入れ
『ザ・ガーディアン』のレスリー・フェルパリンは、この映画に対して星2つの評価をつけました。
同様に、『スターバースト・マガジン』のリッチ・クロスもこの映画に星2つの評価をつけました。